# Manuel López Oliva

## Biografía
Manuel López Oliva nacido en 1947, en Manzanillo, Granma, Cuba
Es graduado de la Escuela Nacional de Arte en 1969.
Además de artista plástico, ha sido crítico de arte y ensayista, por lo que en el año 2000 ganó el Premio Nacional de la Crítica 'Guy Pérez Cisneros' en reconocimiento a la obra de toda su vida.
La pintura de López Oliva ha transitado por diferentes etapas, entre éstas la de retratos simbólicos caracterizados con un modo personal de asumir el Pop Art y la Nueva Figuración, así como la de sus visiones expresionistas de La Catedral de La Habana. Desde la década de 1990, comenzó a desarrollar una obra, donde la relación de lo teatral con la vida histórica y las máscaras han conformado un lenguaje visual provisto de metáforas y sentido paradójico. Con posterioridad ha concebido también performances.
Ha escrito ensayos sobre arte, estética y cultura publicados en España, Francia, Italia, Suecia, Polonia, Chile, Colombia y Cuba. Ha sido miembro del jurado en diferentes concursos nacionales e internacionales; ha ofrecido cursos y conferencias en universidades e instituciones culturales tanto en Cuba como en el extranjero.
Su trabajo como artista plástico está ampliamente catalogado y descrito en diferentes libros y revistas internacionalmente. Obras suyas se encuentran en museos y en colecciones institucionales y privadas de varios países.
Es miembro de la Unión de Escritores y Artistas de Cuba (UNEAC), y Presidente del Comité Cubano de la Asociación Internacional de Artistas Plásticos (AIAP) con sede en París.

## Premios y distinciones
- 1968- Premio Adam Montparnasse. Salón de Mayo de París, Francia.
- 1969- Primer Premio. Salón de la Micropintura, Galerie Lahumière, París, Francia.
- 1972- Premio de Reconocimiento de la Casa de la Prensa. Feria Internacional de las Artes, Museo de Lund, Suecia.
- 1973- Mención. Salón de Artistas Jóvenes (Bienal). Grand Palais, París, Francia.
- 1974- Segundo Premio. Internacional Art Exhibition, Royal Gallery, Edimburgo, Escocia.
- 1980- Mención. Salón Nacional Carlos Enríquez, La Habana.
- 2000- Premio Nacional de Crítica de Arte Guy Pérez Cisnero.
- Además ha recibido en Cuba la Distinción por la Cultura Nacional y el Diploma al Mérito Artístico otorgado por el Instituto Superior de Arte.

## Exposiciones
- 1970- Galería de Arte, Camagüey, Cuba.
- 1972- Galerie Lahumière, París, Francia.
- 1973- Galería de Arte Galiano, Ciudad de La Habana.
- 1975- Royal Gallery, Edimburgo, Escocia.
- 1976- Galería de la Universidad Nacional, Bogotá, Colombia.
- 1981- Galería de la Ciudad, Vilna, Lituania.
- 1977- Casa de la Cultura, Malmö, Suecia.
- 1987- "Signos Pictóricos". Galería Club 13 Musas, Szczecin, Polonia.
- 1993- "Sin catálogo". Galería Acacia, La Habana, Cuba.
- 1995- "En la escena". Centro Wifredo Lam, La Habana.
- 1997- "Temas clásicos". Casa de la Orfebrería, La Habana.
- 2000- "Repertorio". Centro de Arte 23 y 12, La Habana.
- 2003- "Cuba y el Teatro del Deseo". Bates College Museum of Art. Lewiston. Maine. Estados Unidos.
- 2006- "Cuba, Mito y Mascarada". Centro de Arte Contemporáneo John Slade Ely House. New Haven.  Estados Unidos

Igualmente ha participado en bienales internacionales, como la Bienal de La Habana y la Bienal de Cuenca, Ecuador, así como en ferias de arte como ARCO-96 y Art Lisboa-2006. También presentó uno de sus performances en el Encuentro Mundial de Arte Corporal (Caracas, 2008).